# Obraz Matki Bożej Pocieszenia w Leżajsku
Matka Boża Pocieszenia w Leżajsku – wizerunek Najświętszej Maryi Panny, znajdujący się w bocznym ołtarzu bazyliki oo. Bernardynów pw. Zwiastowania NMP w Leżajsku, pochodzący z XVI w., otoczony kultem i uznawany za łaskami słynący.

## Wygląd
Obraz okrywa sukienka i bogato zdobione ramy z 1752 r. fundacji Marii z Sanguszków Potockiej. Jego zasłonę stanowi obraz przedstawiający Wizję Tomasza Michałka, pędzla Stanisława Stroińskiego z połowy XVIII w. i metalowa kurtyna dekorowana emblematem maryjnym, herbem papieskim Jana Pawła II oraz godłem Polski, wykonana w 1983 r. z inicjatywy przełożonego klasztoru o. Bonawentury Misztala.

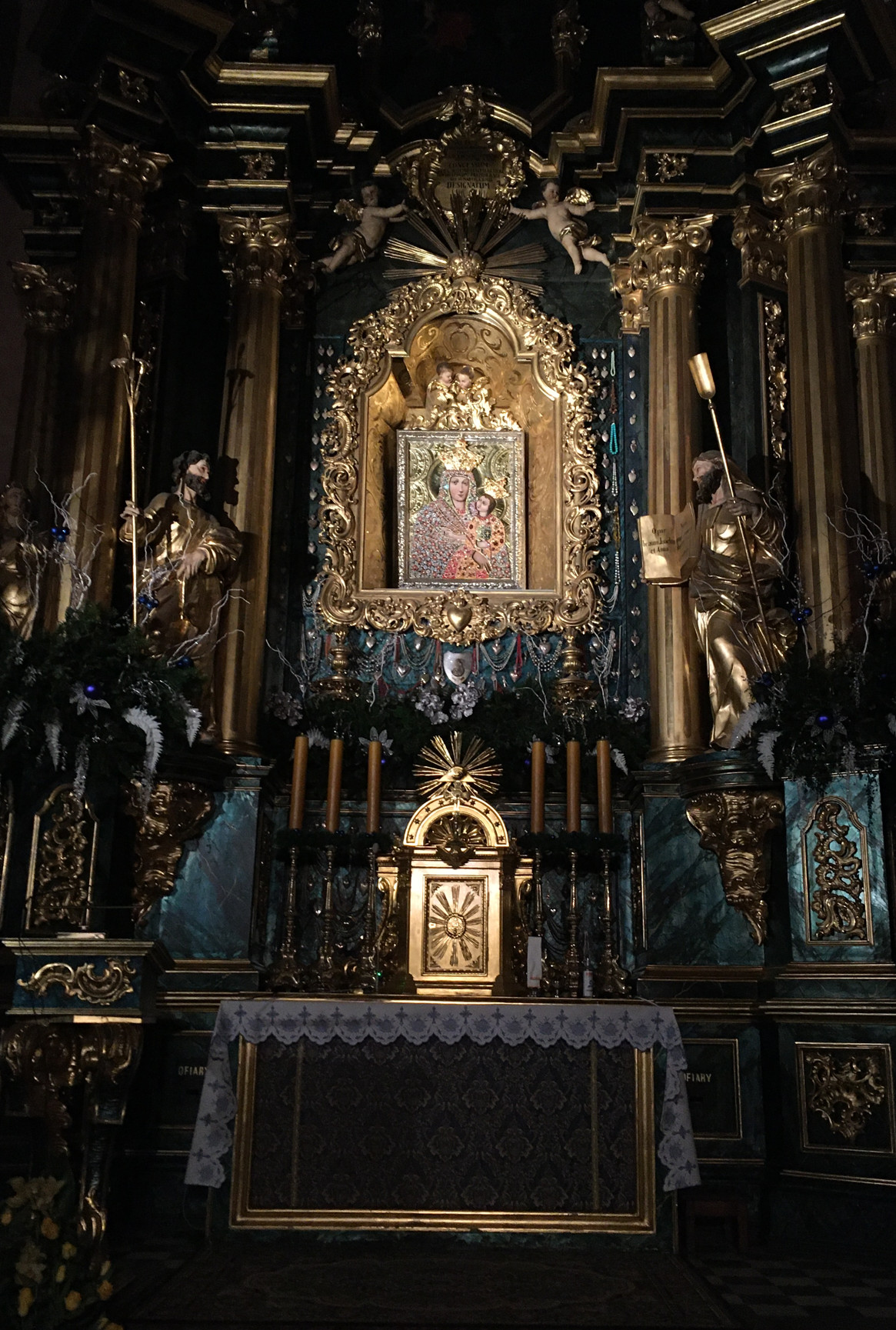
Ołtarz z obrazem Matki Bożej Pocieszenia

## Historia kultu
Leżajski wizerunek powstał przed 1590 r. i jest dziełem ks. Erazma. Pierwotnie umieszczony w drewnianym, wzniesionym na miejscu objawień kościele, skąd w XVII w. zabrano go do istniejącej dziś, specjalnie wybudowanej dla obrazu kaplicy. Dwukrotnie przemalowywany w XVII w., a w 1959 r. poddawany konserwacji. Staraniem Józefa Potockiego w 1752 r. wyróżniony koronami papieża Benedykta XIV. Przed cudownym obrazem modlili się m.in.: Łukasz Opaliński, król Władysław IV, Stefan Czarniecki, Józef Pelczar, generał Władysław Sikorski, prezydent RP Ignacy Mościcki, Karol Wojtyła. W 1981 roku Stolica Apostolska ustanowiła dzień 7 maja świętem Matki Bożej Leżajskiej Pani Pocieszenia. 6 października 1981 r. nieznani sprawcy dokonali włamania do świątyni oraz profanacji łaskami słynącego wizerunku. Skradli wówczas koronę z głowy Dzieciątka Jezus. Po tym wydarzeniu  wierni ufundowali nowe korony, które poświęcił Ojciec Święty Jan Paweł II podczas pobytu w Częstochowie 19 czerwca 1983 r. Rekoronacja odbyła się 10 czerwca 1984 r. - przewodniczył jej prymas Polski  kard. Józef Glemp.
9 listopada 2023 Dykasteria ds. Kultu Bożego i Dyscypliny Sakramentów zatwierdziła wybór Matki Bożej Leżajskiej na patronkę powiatu leżajskiego, co ogłoszono 7 maja 2024 podczas uroczystości w bazylice leżajskiej.

## Kopie obrazu
Na terenie archidiecezji przemyskiej znajdują się liczne kopie obrazu leżajskiej. Jedna z nich, znajdująca się w kościele w Jodłówce koło Pruchnika została koronowana na prawie papieskim przez kard. Karola Wojtyłę, 31 sierpnia 1975.